# Elisabeth zu Carolath-Beuthen

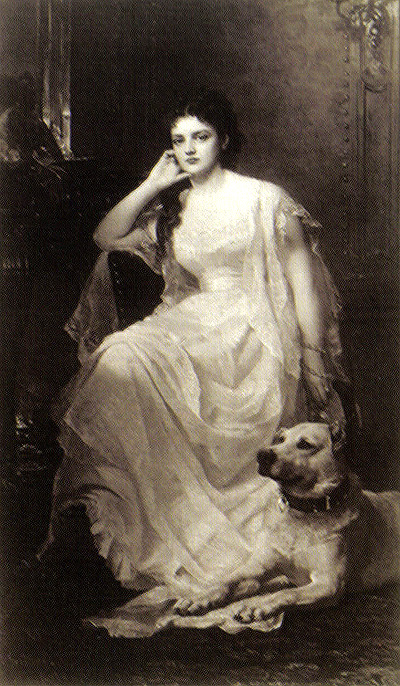
Elisabeth zu Carolath-Beuthen. Gemälde von Gustav Richter, 1875

Elisabeth Natalia Julia Johanna Fürstin zu Carolath-Beuthen, geb. Gräfin von Hatzfeldt zu Trachenberg (* 19. November 1839 in Trachenberg; † 12. Januar 1914 in Venedig) war um 1880 die Lebensgefährtin Herbert von Bismarcks.

## Leben

### Herkunft
Elisabeth Gräfin von Hatzfeldt entstammte der ersten Ehe des Fürsten Hermann Anton von Hatzfeldt zu Trachenberg (1808–1874) mit Mathilde, Gräfin von Reichenbach-Goschütz, geschiedene Gräfin von Götzen (1799–1858). Sie wuchs auf der niederschlesischen Herrschaft ihres Vaters auf, wurde im katholischen Glauben erzogen und spielte im gesellschaftlichen Leben Berlins eine große Rolle. Philipp zu Eulenburg schildert sie als „wunderschöne Frau“ und beschreibt die Anziehung, die sie auf zahlreiche Angehörige der höfischen Kreise ausübte; wie viele andere, sei auch er selber in seiner Jugend in sie verliebt gewesen.
Die „in den Berliner Salons für ihren Reiz, ihren Witz und ihre starke Spielsucht wohlbekannte“ Dame, der man nachsagte, „ihr eben ausgezahltes Erbe von 110.000 Talern an einem Abend verspielt zu haben“, und deren viel gerühmte Schönheit Gustav Richter in einem damals bekannten Porträt (1875) verewigt hatte, rückte durch ihre unglückliche Affäre mit Herbert Graf von Bismarck, dem ältesten Sohn des Reichskanzlers Otto von Bismarck, ins Zentrum der politischen Grabenkämpfe am preußisch-deutschen Kaiserhof. Nach ihrer Scheidung 1881 und dem Ende der Liaison mit Graf Bismarck lebte sie in Venedig, wo sie 1914 – ein halbes Jahr vor Beginn des Ersten Weltkriegs – starb.

### Affäre mit Herbert von Bismarck
Nachdem sie bereits einige Zeit mit dem schlesischen Standesherrn und Reichstagsabgeordneten Carl Ludwig Fürst zu Carolath-Beuthen verheiratet war, lernte Herbert von Bismarck die zehn Jahre ältere Fürstin Elisabeth kennen und verliebte sich unsterblich in sie. Den Zeitgenossen nach zu urteilen, war dies die große Liebe im Leben des sonst für seine raue, gelegentlich brutale Art bekannten Herbert. Die beiden begannen 1879 eine stürmische Affäre, und Elisabeth ließ sich im April 1881 von ihrem Mann scheiden, um Herbert zu heiraten, der die Nachricht von der bevorstehenden Hochzeit vorauseilend in der Gesellschaft bekannt machte. Philipp zu Eulenburg, der – mit beiden gleichermaßen gut befreundet, aber auch beim alten Bismarck ein gern gesehener Gast – in dieser Affäre als Vermittler eine wichtige Rolle spielte, schreibt über die Fürstin:

„Die Fürstin Elisabeth aber liebte Herbert aus tiefster Seele. Sie war eine reiche, begabte Natur. Schön, eitel, wie meist schöne Frauen sind, doch zu genial beanlagt, um der Eitelkeit zu unterliegen. Voll glühenden Interesses für die Kunst. Ungewöhnlich musikalisch. Ein stolzer, vornehmer Charakter, der durch eine sehr harte Lebensschule im Vaterhause gegangen war, wo die unerquicklichsten Familienverhältnisse herrschten.“

Die angestrebte Verbindung seines Sohnes mit der Fürstin stieß auf den entschiedenen und erbitterten Widerstand des alten Bismarck. Nicht nur aus seiner Sicht sprachen gleich mehrere Umstände gegen die Heirat: Elisabeth war zum einen katholisch, zum anderen geschieden, beides Eigenschaften, die den strengen Konventionen der protestantischen preußischen Hofgesellschaft eklatant widersprachen. Auch das unübliche Altersgefälle zwischen einer älteren Frau und einem jüngeren Mann sorgte für Aufsehen. Hinzu traten freilich weitere Einwände, die klar persönlichen Charakter trugen und die bestehende Spannung verschärften: Fürstin Elisabeth entstammte der Familie Hatzfeldt-Trachenberg, die ihm wegen ihrer großdeutsch-katholischen und gemäßigt liberalen Haltung verhasst war. Dazu kam, dass die ältere Schwester der künftigen Braut, Franziska, mit dem, ebenfalls katholischen, kaiserlichen Generaladjutanten Walter von Loë verheiratet war, der sich vor allem im immer noch schwelenden Kulturkampf gegen Bismarck hervorgetan hatte und energisch für eine Verbindung Herbert-Elisabeth eintrat, während ihre Stiefschwester ausgerechnet die Intimfeindin des „Eisernen Kanzlers“, Marie Gräfin von Schleinitz, war, deren Berliner Salon seit den 1860er Jahren als „der“ Treffpunkt der liberalen Bismarck-Fronde galt.
Im Frühjahr 1881 strebte die Affäre, über die ganz Berlin sprach, ihrem Höhepunkt zu. Die oppositionelle Vossische Zeitung brachte folgende spöttische Notiz:

„Das Mitglied des Reichstags, Fürst Carolath-Beuthen, hat um einen längeren Urlaub nachgesucht, um sich auf seine Güter zurückzuziehen. – Die Fürstin Carolath ist in Messina auf Sizilien angekommen. – Graf Herbert Bismarck hat vor einiger Zeit Berlin verlassen. Die Nachricht, dass er in besonderer Mission nach Italien gegangen sein soll, hat sich noch nicht bestätigt.“

Tatsächlich wusste die Hofgesellschaft seit Langem um die Romanze, die sich zwischen Herbert und Elisabeth abspielte. Inzwischen hatte sich die Fürstin scheiden lassen, was Herbert ultimativ vor eine Entscheidung stellte. Nachdem er seinen Vater, dessen Untergebener er als Angehöriger des Auswärtigen Amtes formell war, um den erforderlichen Ehekonsens gebeten hatte, kam es zu heftigen Szenen im Hause Bismarck. Der Kanzler tobte und drohte seinem Sohn, ihn zu enterben und das Bismarcksche Majorat auf seinen jüngeren Bruder Wilhelm zu übertragen, wodurch Herbert im Falle einer Heirat so gut wie mittellos dagestanden hätte. Schließlich drohte der Vater sogar mit Selbstmord, falls sein Sohn Elisabeth heiraten würde: „Wenn die Fürstin seinen Namen trüge, würde ihn das zum Selbstmörder machen!“, berichtete Herbert an seinen Freund Eulenburg.
Als im Mai 1881 Fürstin Elisabeth nach Venedig reiste und Herbert ihr folgen wollte, drohte ihm sein Vater ultimativ, ihm hinterherzureisen und die Fürstin selber zur Rede zu stellen, was den Kanzler vor allem in der liberalen Presse weltweit der Lächerlichkeit preisgegeben hätte. In den Worten Philipp Eulenburgs:

„Die Drohung, dass der große Bismarck, sobald er erfahren würde, Herbert reise nach Venedig, sich seinerseits auch dorthin begeben werde – und dass damit die ganze Welt in einen Heiterkeitssturm versetzt werden würde –, war durchaus kein leeres Wort. […] Lächerlichkeit ist in der Welt das stärkste Zwangsmittel. Er wusste ganz genau, dass ihn Herbert niemals in eine solche Lage versetzen werde.“

Und diese Drohung verfing tatsächlich: Herbert gab nach, während Elisabeth, enttäuscht von seinem Einknicken, die Korrespondenz mit ihm einstellte und den Rest ihres Lebens in Venedig, im Palazzo Modena am Canale Reggio verbrachte. Herbert von Bismarck war nach dem erzwungenen Ende der Affäre ein gebrochener Mann, die Fürstin gesellschaftlich geächtet. Bernhard von Bülow resümiert die Affäre und ihre Auswirkungen auf die Psyche Herberts, der nach seiner Trennung von Elisabeth immer mehr zur Trunksucht und zu unbeherrschten Gewaltausbrüchen neigte:

„Er hatte die Fürstin Elisabeth Carolath leidenschaftlich geliebt. Er liebte sie noch und hat, wie ich glaube, nie aufgehört, sie zu lieben. Er ist auch nie das Gefühl losgeworden, daß er gegenüber dieser großen Liebe seines Lebens versagt habe, daß sein Verhalten in dieser Lebenskrise weder klug noch ganz korrekt gewesen war.“

Der spätere Admiralitätsrat Paul Felisch berichtet in seinen Memoiren von einer Intervention des Justizministeriums in das Scheidungsverfahren zugunsten des Fürsten zu Carolath-Beuthen:

„Wegen dieses Vorkommnisses […] war die Ehe des Fürsten geschieden worden. Kennzeichnend ist übrigens, dass die Fürstin in ihrem Ehevertrage sich ausbedungen hatte, dass sie auch im Falle einer Scheidung wegen eigener Schuld eine jährliche Zahlung von – ich glaube mich der Summe bestimmt zu erinnern – 10.000 Mark erhalten habe. Im Justizministerium teilte man mir nunmehr mit, dass man wegen dieser Verhältnisse einen Richter nach Carolath setzen wolle, der dem Fürsten gegenüber mit Nachdruck die richterlichen Interessen wahren werde und zwar umso mehr, als auch die schwierigen Majoratsverhältnisse ein sicheres Auftreten erforderlich machten. […] Die Aussprache endete damit, dass ich dem Staatssekretär zugeführt wurde, der mich als neuen Amtsrichter von Carolath beglückwünschte.“

### Vermutete Hintergedanken Bismarcks
Vor allem die Kritiker Otto von Bismarcks spekulierten, dass hinter dessen so rabiater, ja hysterischer Ablehnung der Verbindung noch ein weiteres, geheimgehaltenes Motiv gestanden habe: der Plan, Herbert, den er konsequent zu seinem Nachfolger im Kanzleramt aufbaute, mit einer preußischen Prinzessin, womöglich einer Tochter des Kronprinzen Friedrich Wilhelm, zu verheiraten und damit eine Art Hausmeierdynastie neben den Hohenzollern zu begründen, was natürlich erfordert hätte, dass Herbert so lange ledig geblieben wäre. Allerdings wird diese Meinung von der heutigen Forschung so gut wie gar nicht geteilt.

## Familie

### Ehe und Nachkommen
Elisabeth von Hatzfeldt heiratete am 23. April 1866 Fürst Carl Ludwig Erdmann Ferdinand zu Carolath-Beuthen (1845–1912). Die Ehe wurde 1881 geschieden. Das Paar hatte eine Tochter:
- Karoline Elisabeth Oktavie Sibylla Margarete Prinzessin von Schoenaich-Carolath (* 17. Mai 1867; † 21. September 1911) ⚭ 1894 Graf Hans von Königsmarck (1865–1943).

### Berühmte Verwandte
Ihre Tante väterlicherseits war Sophie von Hatzfeldt.
Elisabeths leibliche Geschwister waren:
- Graf Stanislaus von Hatzfeldt zu Trachenberg (1831–1870) ⚭ Gisela von Dyhrn-Schönau; gefallen bei Amiens.
- Franziska von Hatzfeldt zu Trachenberg (1833–1922) ⚭ (1) Paul von Nimptsch; (2) Walter von Loë.

Ihre Halbgeschwister aus der zweiten Ehe ihres Vaters waren:
- Hermann, Fürst von Hatzfeldt, Herzog zu Trachenberg (1848–1933) ⚭ Nathalie von Benckendorff
- Hermine von Hatzfeldt zu Trachenberg (1852–1906) ⚭ (1) Eduard Teleki von Szék; (2) Emil von Hoenning O’Carroll.

Ihre Stiefschwester aus der ersten Ehe ihrer Stiefmutter Marie von Buch, geb. von Nimptsch, mit Ludwig August von Buch war:
- Marie von Buch (1842–1912) ⚭ (1) Alexander von Schleinitz; (2) Anton von Wolkenstein-Trostburg.